# Martine Aubry

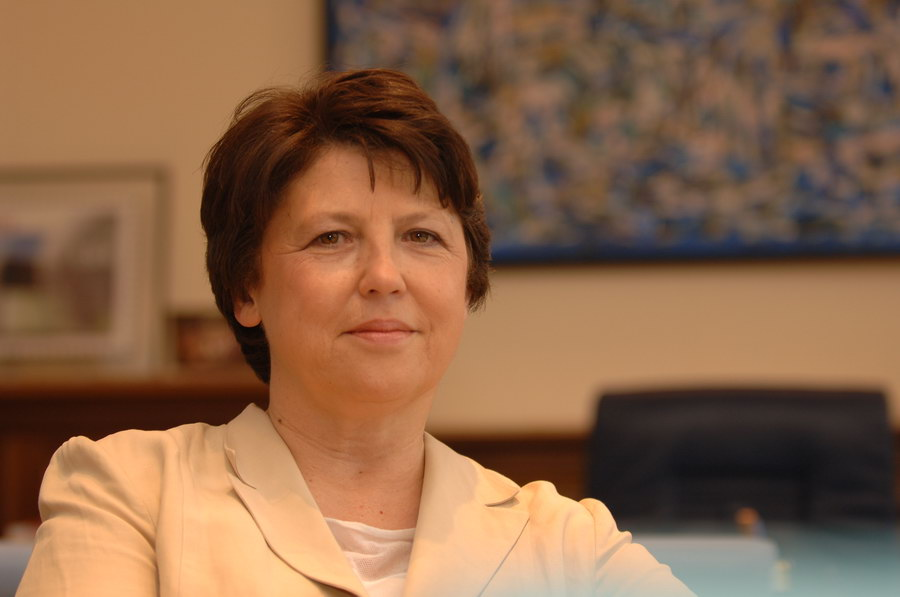
Martine Aubry 2008.

Martine Aubry, ursprungligen Martine Delors, född 8 augusti 1950 i Paris, är en fransk politiker, Socialistpartiets (PS) förstesekreterare (partiledare) från 2008 till 2012. Hon är borgmästare i Lille sedan 2001.
Aubry gick med i socialistpartiet 1974 och utsågs till arbetsminister av premiärminister Édith Cresson 1991, vilket hon var till regeringsskiftet 1993. Hon återkom som arbetsmarknads- och solidaritetsminister då Lionel Jospin blev premiärminister 1997 och var kvar på ministerposten till 2000. Aubry är mest känd för att ha drivit igenom lagen om 35 timmars arbetsvecka, och lagen som skapade välfärdsprogrammet Couverture maladie universelle (CMU), "allmänna sjukförsäkringssystemet".
Martine Aubry lämnade sin regeringspost 2001 för att bli vald till borgmästare i Lille efter Pierre Mauroy. I valet 2002 förlorade hon sin plats i nationalförsamlingen, där hon varit ledamot sedan 1997. I mars 2008 omvaldes hon till borgmästare i Lille med 66,55 procent av rösterna.
I november 2008 valdes Martine Aubry till Socialistpartiets förstesekreterare, efter att med snäv marginal (50,04 procent mot 49.96 procent) ha besegrat Ségolène Royal. Denne ifrågasatte valresultatet, men den 25 november 2008 förkunnade partiet att Aubry hade vunnit det omtvistade valet. Den 28 juni 2011 meddelade hon att hon skulle ställa upp i nomineringen till socialistpartiets kandidat i presidentvalet 2012, men besegrades av sin föregångare som partiledare, François Hollande, som också besegrade den konservative presidenten Nicolas Sarkozy i presidentvalet. Aubry hade hoppats att bli premiärminister under Hollande, men när hon inte blev det lämnade hon också posten som partiets förstesekreterare.
Aubry är dotter till Jacques Delors, som varit Europeiska kommissionens ordförande.